# Сфинголипидоз
Сфинголипидо́зы (в единственном числе — сфинголипидо́з, англ. sphingolipidosis) группа лизосомных болезней накопления, связанных с нарушением метаболизма сфинголипидов, относится к классу болезней накопления липидов (липидозов). Основными представителями этой группы являются болезнь Ниманна — Пика, болезнь Фабри, болезнь Краббе, болезнь Гоше, болезнь Тея — Сакса и метахроматическая лейкодистрофия. Они, как правило, наследуется по аутосомно-рецессивному типу, однако в частности, болезнь Фабри — редкое генетически детерминированное заболевание с Х-сцепленным рецессивным типом наследования.

## Эпидемиология
Суммарная заболеваемость сфинголипидозами в мире составляет приблизительно 1 на 10 000, однако значительно преобладает в определённых группах населения, например, евреев Ашкенази.

## Классификация
Согласно Международной классификации болезней десятого пересмотра (МКБ-10), различают:
- E75 Нарушения обмена сфинголипидов и другие болезни накопления липидов.
  - E75.0 GM2 ганглиозидоз: Болезнь Сандхоффа, Болезнь Тея — Сакса, GM2-ганглиозидоз: БДУ (без дополнительных уточнений), взрослых, ювенильный.
  - E75.1 Другие ганглиозидозы. Ганглиозидоз GM1,  Муколипидоз IV.
  - E75.2 Другие сфинголипидозы. Болезнь Фабри. Болезнь Гоше. Болезнь Краббе. Болезнь Ниманна — Пика. Синдром Фарбера. Метахроматическая лейкодистрофия.

Также, различают:
- Ганглиозидозы:
  - GM1-ганглиозидоз
  - GM2-ганглиозидоз:
    - болезнь Тея — Сакса (с вариантами),
    - болезнь Сандхоффа.
- Гликолипидозы:
  - болезнь Фабри,
  - болезнь Краббе,
  - метахроматическая лейкодистрофия.
- Глюкоцереброзидозы:
  - болезнь Гоше (с подтипами).
- Фосфолипидозы:
  - болезнь Ниманна — Пика (сфингомиелиновый липидоз),
  - болезнь Фарбера (недостаточность церамидазы).

## Клиническая картина
Характеризуется наличием признаков, обусловленных внутриклеточным накоплением определённого сфинголипида, главным образом, в печени, селезёнке, лёгких, костном мозге и головном мозге.

## Диагностика
Диагноз верифицируется исследованием активности ферментов лизосом.

## Лечение
Разработана и доступна фермент-заместительная терапия.

## Прогноз
Методом фермент-заместительной терапии лечат, в основном, пациентов с болезнью Фабри и болезнью Гоше (на фоне терапии люди с этими типами сфинголипидоза доживают до зрелого возраста). Другие типы являются, как правило, смертельными: для инфантильных форм — в возрасте от 1 до 5 лет, однако более позднее начало и медленное прогрессирование, характерное для других форм (ювенильной и зрелой) позволяет пациентам прожить дольше.